# Monastère de Saharna
Le Monastère de Saharna (roumain : Mănăstirea Saharna) est un monastère à Saharna Nouă (en), en Moldavie.
Le monastère "Sainte Trinité" de Saharna, situé à environ 110 km au nord de Chișinău, sur la rive droite de la rivière Dniestr, est considéré comme l'un des plus grands centres de pèlerinage religieux en Moldavie. Ici se trouvent les reliques uniques de la Bienheureuse Macarie, et au sommet de la haute falaise, selon une légende, il y a une empreinte de Sainte Marie, la Mère de Jésus. La légende dit qu'un moine du monastère a vu une fois la figure brillante de Sainte Marie au sommet d'un rocher. En atteignant cet endroit, le moine vit une marque de pas sur le sol[réf. souhaitée].

## Galerie

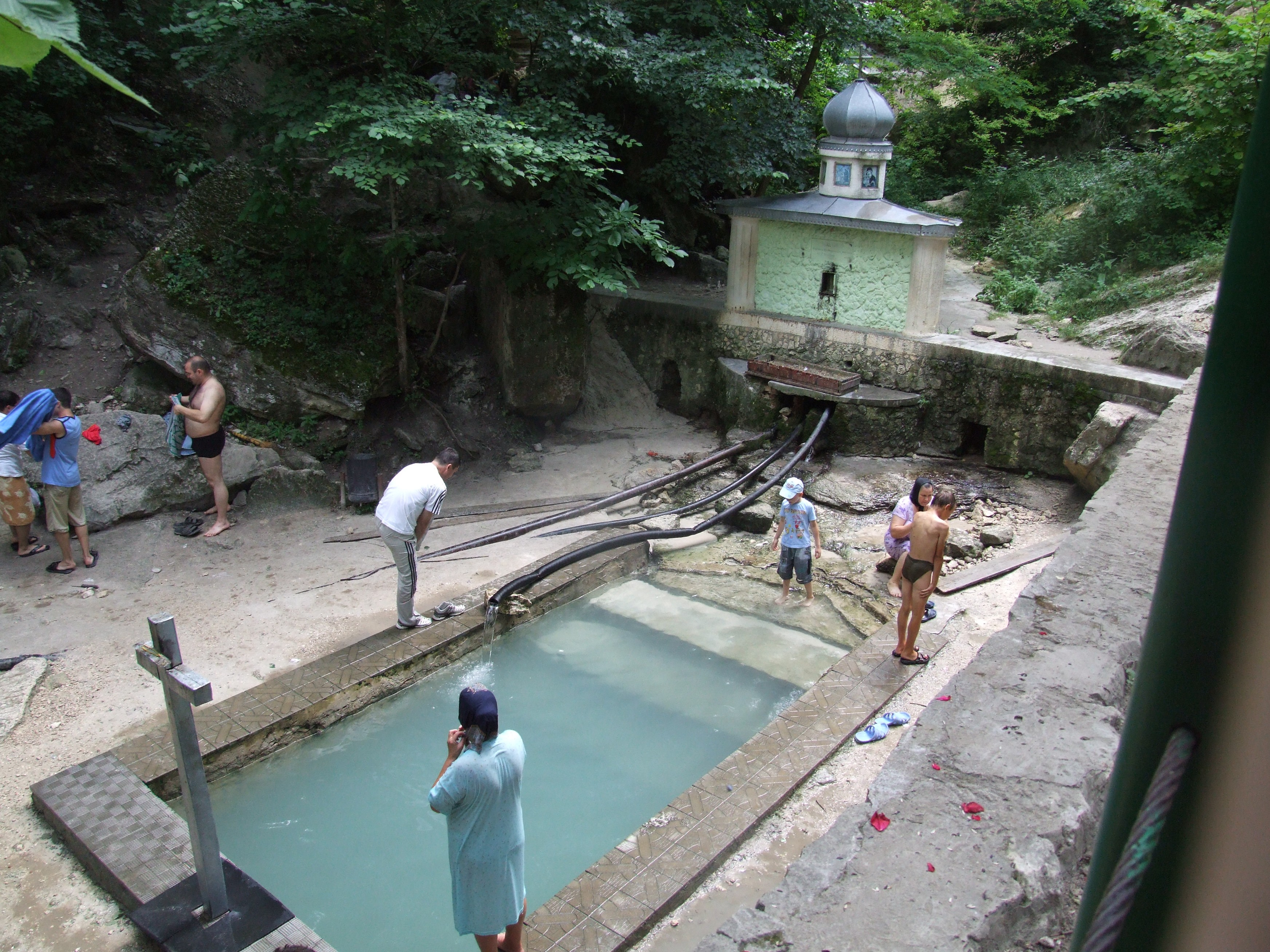
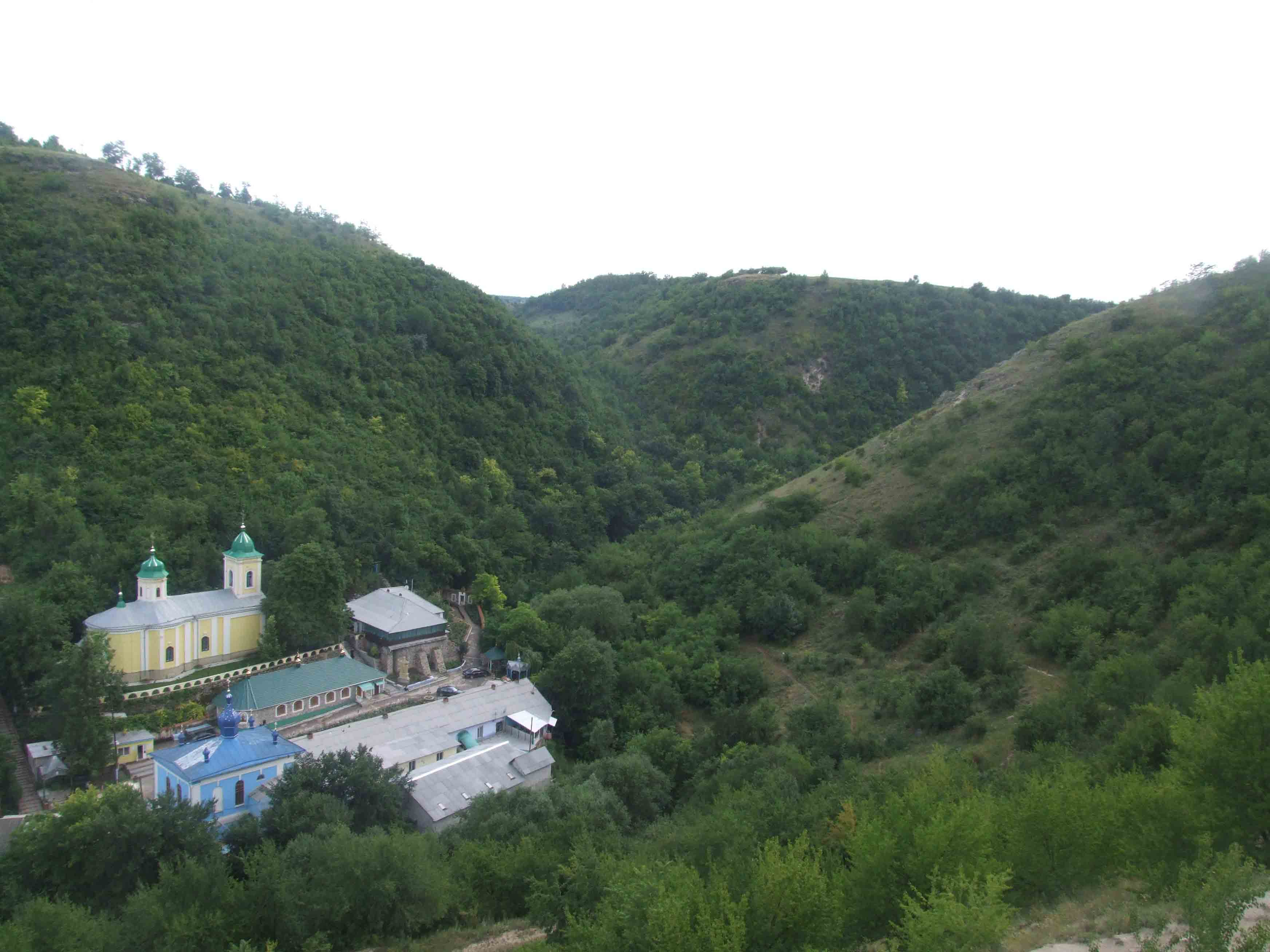
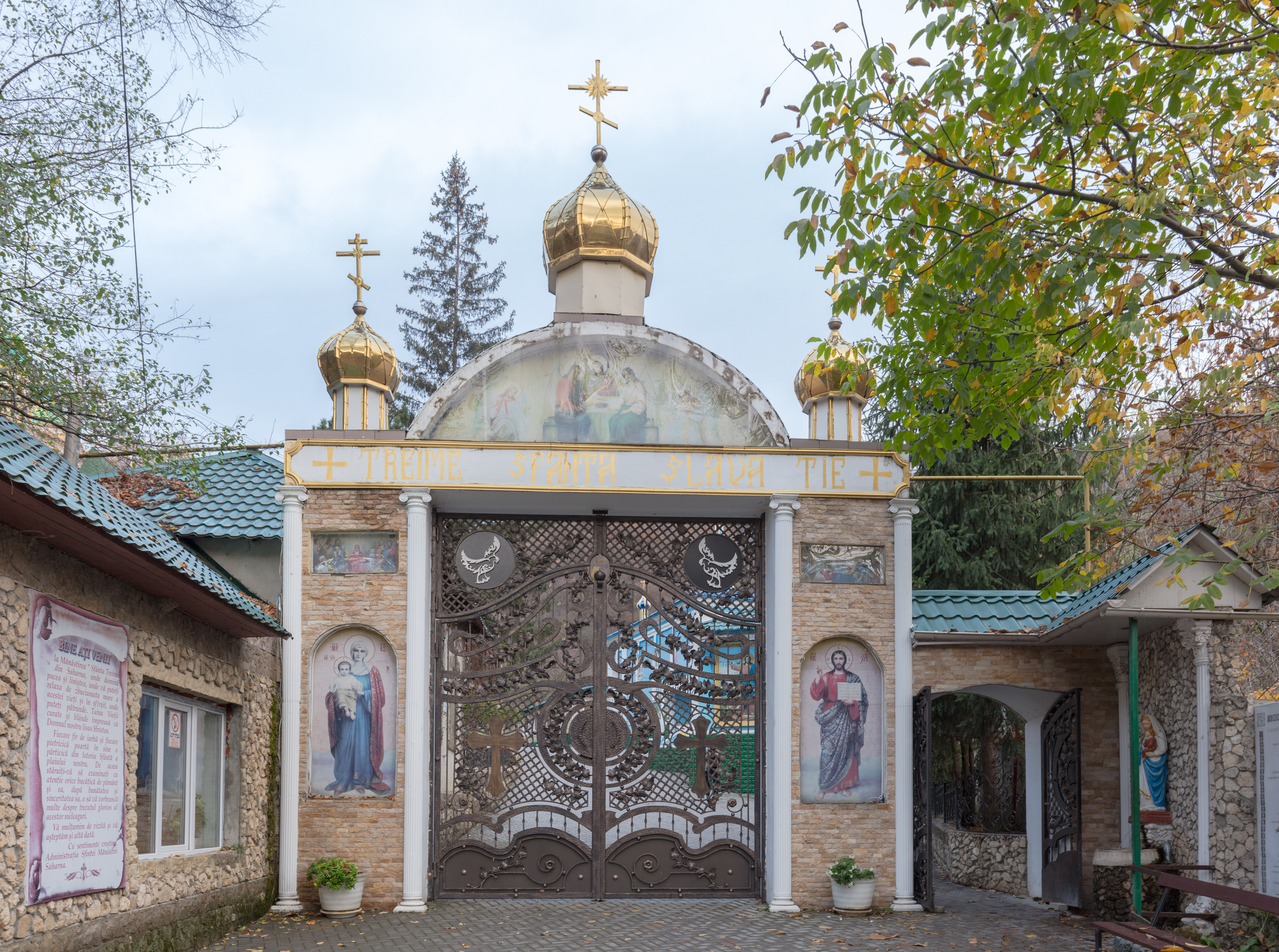
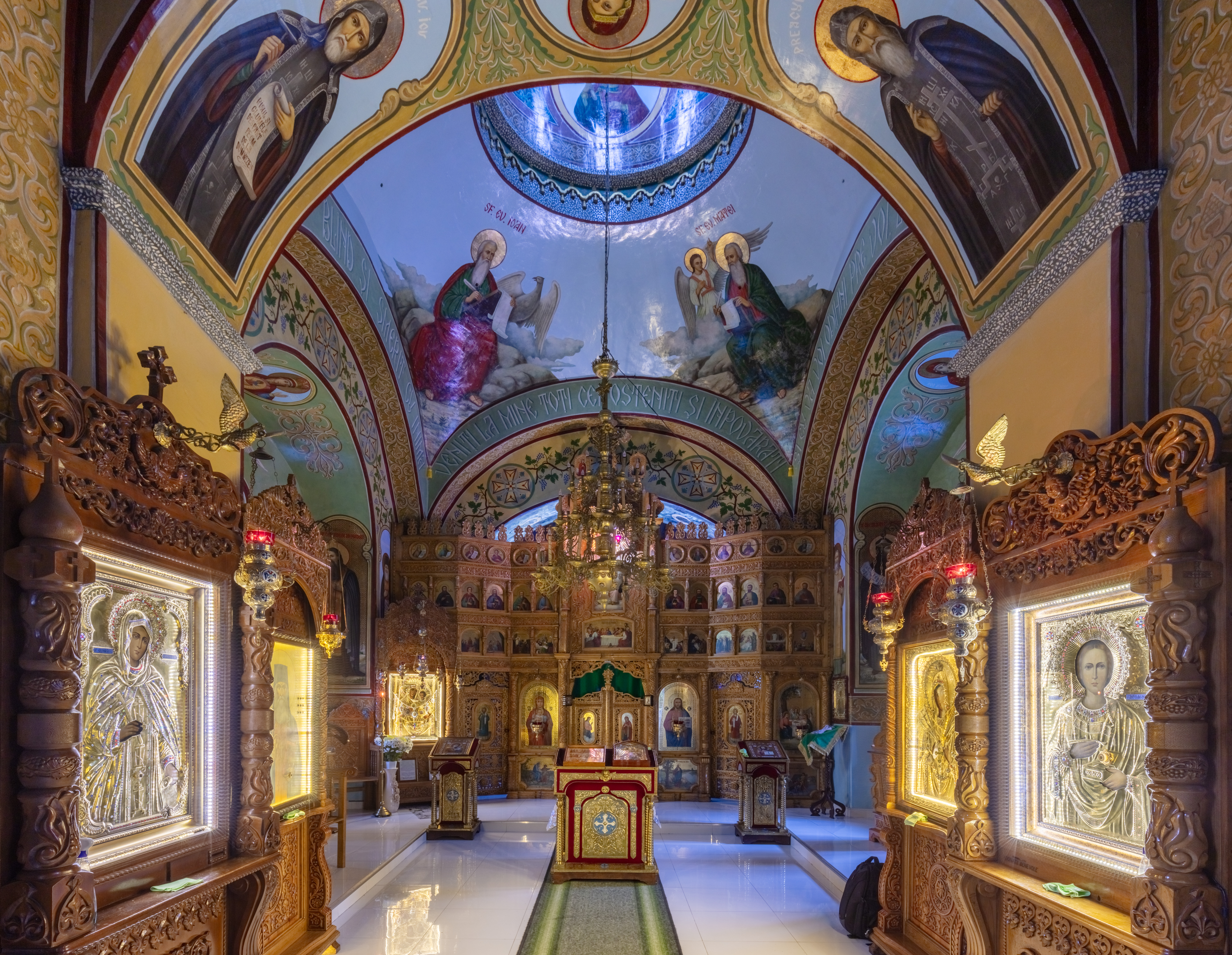
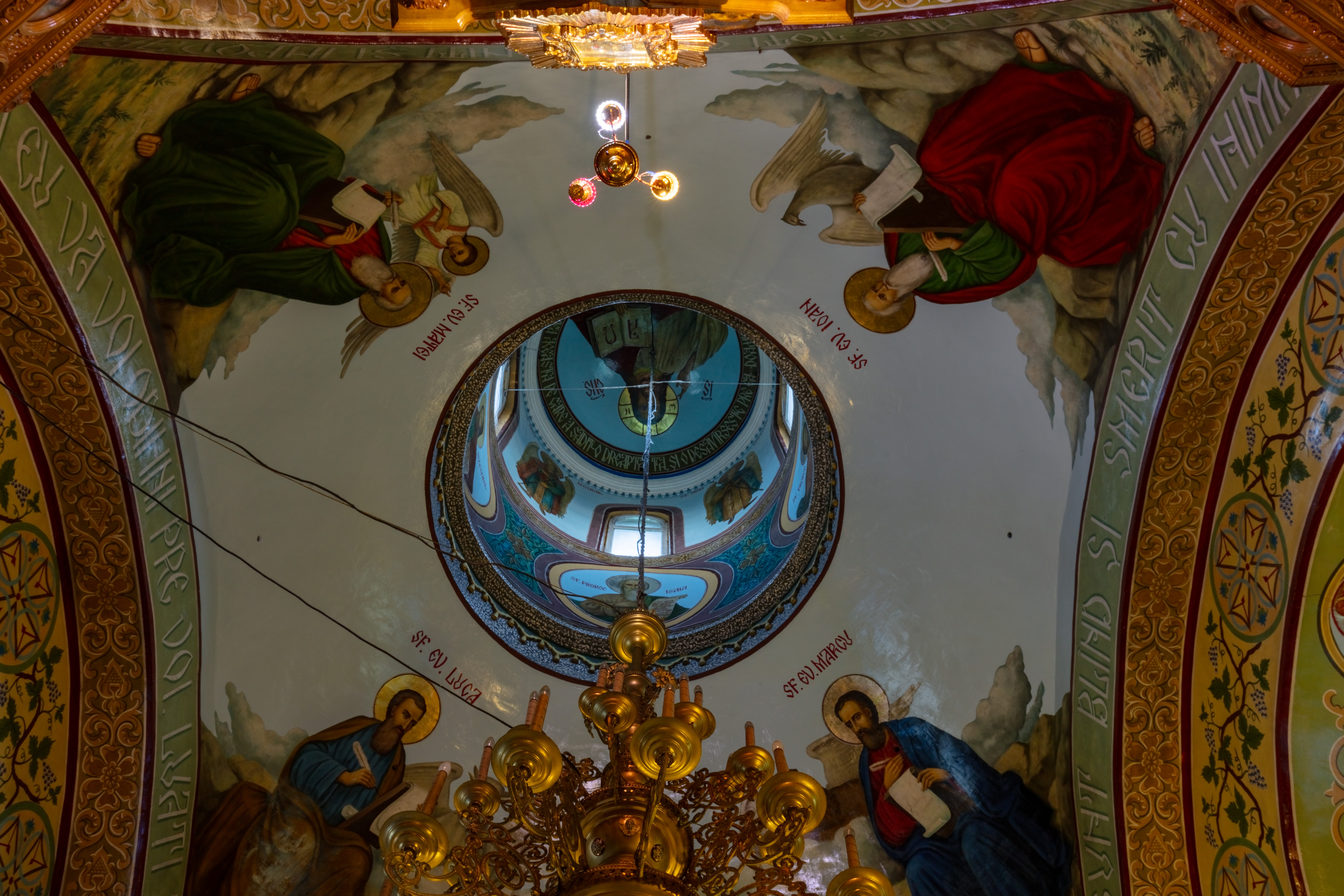
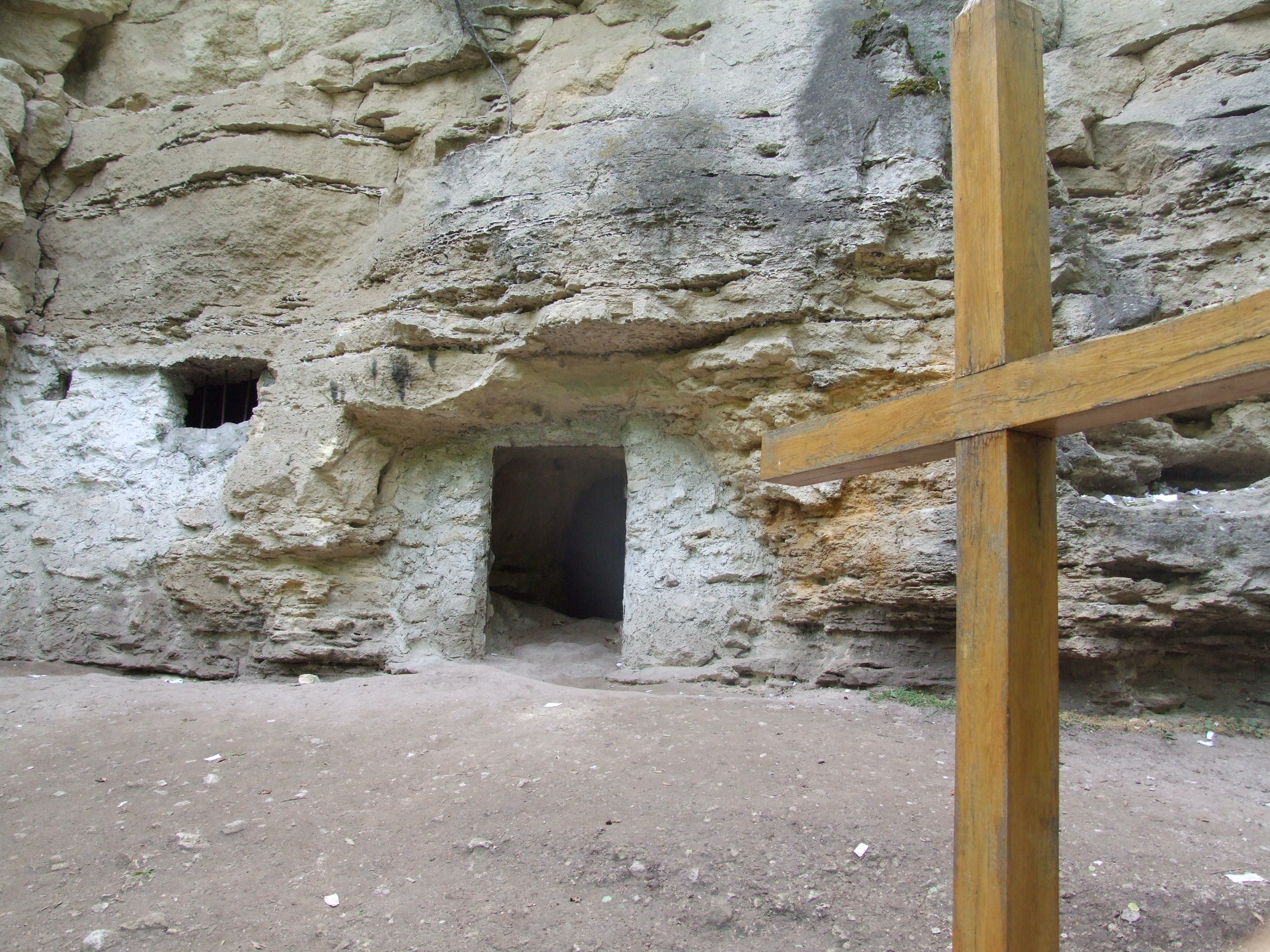